# 13. század
A 13. század az 1201–1300 közötti éveket foglalja magába.

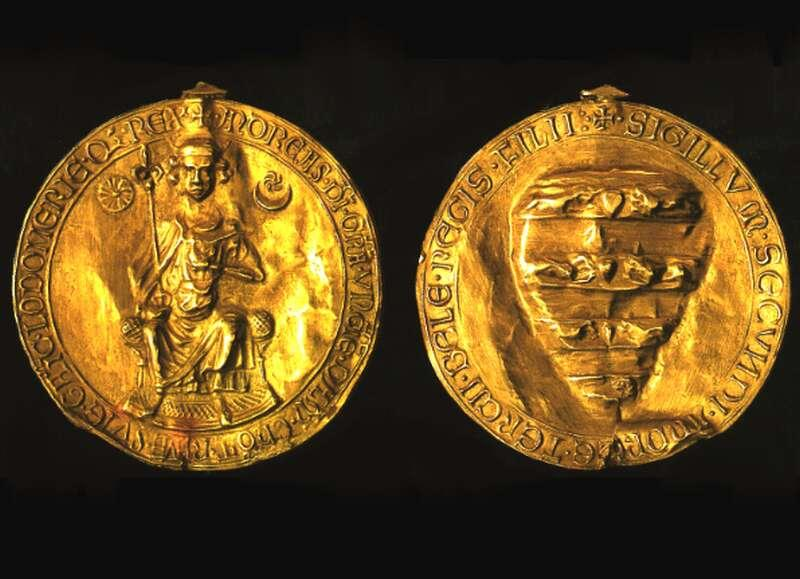
Az 1222-ben kiadott Aranybulla függőpecsétje. Előlapján II. András magyar király alakja, hátlapján a hétszer vágott, négy pólyás magyar címer háromszögű pajzson

A Mongol Birodalom növekedése 1206-tól, a mai országhatárokkal

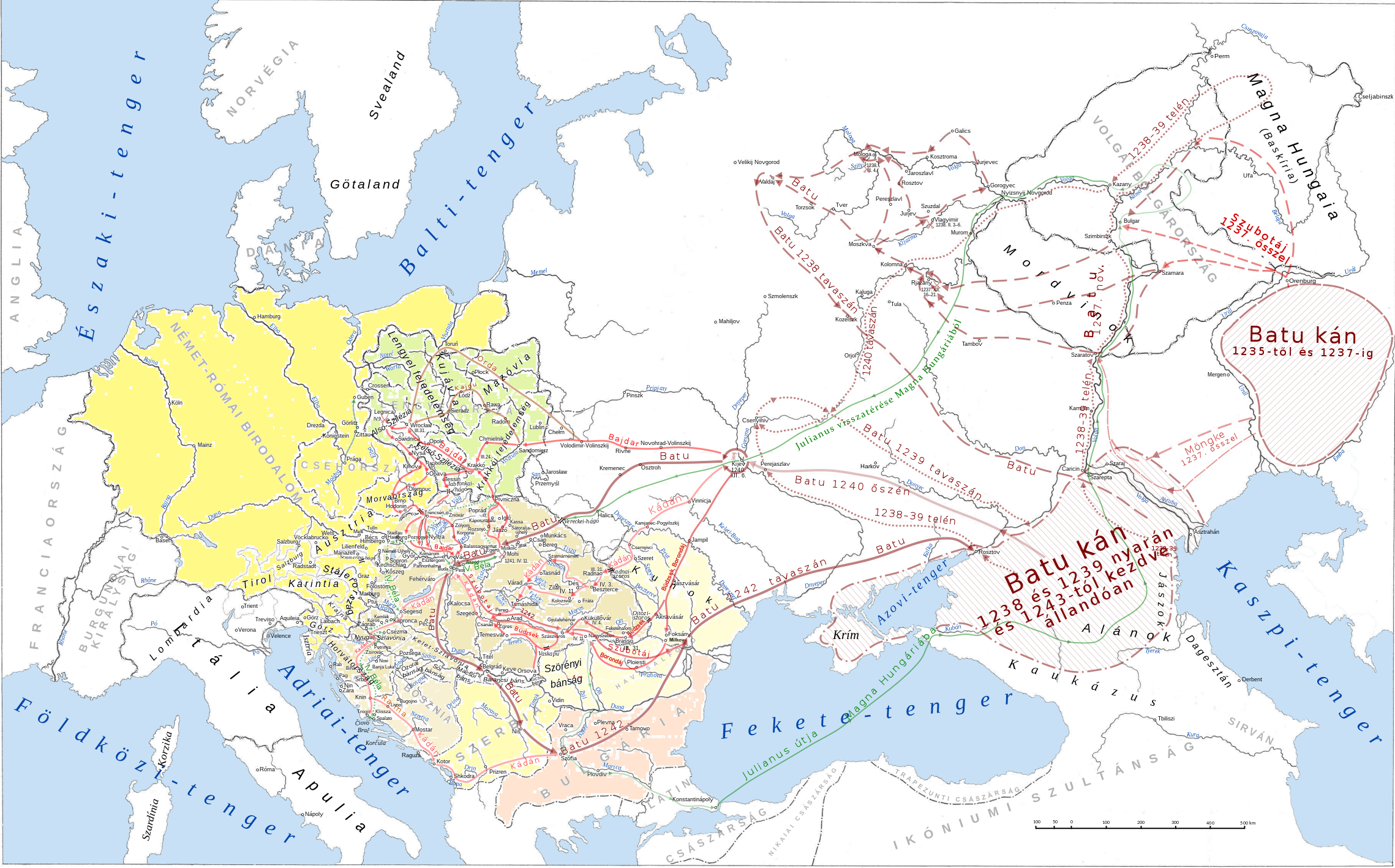
Az európai tatárjárás, 1235-1242 között

## Események

### Magyar Királyság
- 1210 körül: Anonymus, III. Béla jegyzője megírja a Gesta Hungarorumot
- 1222: az Aranybulla szentesíti a nemesség jogait.
- 1229: a ferencesek megtelepednek Esztergomban
- 1235: négy domonkos szerzetes indul keletre az ázsiai magyarok felkutatására és megtérítésére. (Közülük csak Julianus barát éri el Magna Hungariát.)
- 1235 - 1270: IV. Béla uralkodása
- 1241 - 1242:: A tatárjárás pusztításai Magyarországon 
  - 1241: Muhi csata - a tatárok legyőzik IV. Béla seregét
  - 1242: A tatárok átkelnek a Dunántúlra. IV. Béla Spalatóba, majd Trauba menekül
- A tatárok kivonulás után IV. Béla német telepeseket hív az országba a tatárok által kiirtott magyar lakosság pótlására
- IV. Béla a báróknak birtokokat adományoz, de elrendeli, hogy minden birtokon kővárat kell emelni
- 1251: IV. Béla kiváltságlevele királyi védelem alá helyezi az országban élő zsidókat
- 1278: Morvamezei csata - I. Rudolf és IV. László magyar király csapatai vereséget mérnek II. Ottokár cseh hadaira
- 1282: IV. László a hód-tavi csatában legyőzi a fellázadt kunokat
- 1285: Magyarországon a feudális anarchia eléri tetőpontját. Tatárok törnek be az országba, akik egészen Pestig dúlják fel azt – és akiket egyes vélemények szerint IV. László király hívott be az országba ellenfeleivel szemben (második tatárjárás).
- 1285: Kézai Simon elkészíti a Gesta Hungarorumot

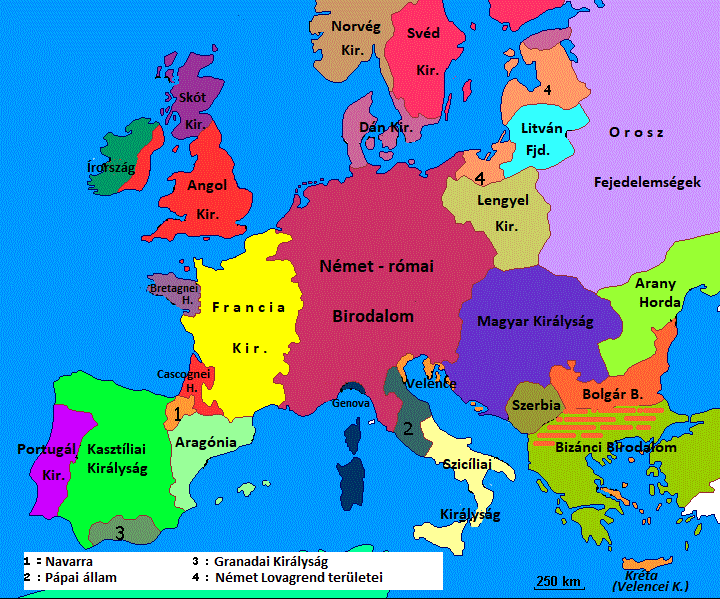
Európa a 13. században

A Német-római Birodalom a század első felében (német nyelvű)

### Európa és a Mediterráneum
- 1201: Német keresztesek megalapítják Rigát, és a század első felében gyarmatosítják Livóniát
- 1203–1204: Az angol király elveszti francia birtokait (→ Földnélküli János).
- 1204: A Bizánci Birodalom bukása, a Konstantinápolyi Latin Császárság létrejötte (1204–1261)
- 1205: Kaloján bolgár cár Drinápolynál súlyos vereséget mér a keresztes lovagokra
- III. Ince alatt (1198–1216) a középkori pápaság eléri politikai hatalmának csúcsát
  - 1209–1229: az albigensek (kathárok) elleni keresztes háború
  - 1210: III. Ince kiközösíti IV. Ottó német-római császárt, mivel az seregével Dél-Itáliába vonul
- 1212: I. Přemysl Ottokár alatt a Cseh Fejedelemségből létrejön a Cseh Királyság
- 1212: Gyermekek keresztes hadjárata
- 1212: A Pireneusi-félszigeti keresztények győzelme: Navas de Tolosa-i csata. Az arab uralom rövidesen összeomlik a félszigeten.
- 1215: Magna charta – Földnélküli János angol király által aláírt, a rendi jogokat biztosító szabadságlevél
- 1216: A pápa elismeri a Domonkos-rendet
- 1219: A dánok leigázzák a pogány észteket. Tallinn alapítása.
- 1223: A Kalka menti csata: a tatárok legyőzik az orosz-kun sereget
- 1223: A pápa jóváhagyja a ferences rend alapítását
- 1226: A mazóviai lengyel fejedelem a pogány poroszok ellen behívja országába a német lovagrendet. A lovagok néhány évtized alatt leigázzák és részben kiirtják a poroszokat, és független államot alapítanak, amelynek élén a rend nagymestere áll. A terület hamarosan elnémetesedik, a porosz nyelv a 17. sz.-ra kihal.
- 1231: IX. Gergely pápa megszervezi a pápai inkvizíciót
- 1213–1276: I. (Hódító) Jakab aragóniai király. A reconquista során elfoglalja móroktól a Baleárokat (1229–1235) és a valenciai királyságot (1232–1238), és megteremti a középkori Aragónia nagyhatalmi helyzetét.
- 1237–1240: Dzsingisz kán unokája, Batu kán seregei felperzselik az orosz fejedelemségeket és 1240-ben elpusztítják Kijevet. 
  - 1241: A tatár betörés Kelet-Közép-Európába. A cseh–lengyel seregek a Legnicai csatában szenvednek súlyos vereséget.
  - Kelet-Európában a volgai bolgárok államának eltűnése a tatárjárás következtében.
- 1242: Alekszandr Nyevszkij novgorodi orosz fejedelem győzelme a Csúd-tavi csatában megállítja a Német Lovagrend keleti előrenyomulását.
- 1248–1250: IX. Lajos francia király keresztes hadjárata a Nílus deltájában kudarccal végződik. Ez az utolsó nagy vállalkozás, amely a palesztinai keresztény állam felmentésére irányul.
- 1250 körül: Birger (jarl) svéd főúr megszervezi a svéd feudális államot, megalapítja Stockholmot és megkezdi a pogány finn törzsek leigázását.
- 1250: II. Frigyes német-római császár a pápasággal és a lombard ligával vívott harc közben meghal. Németország anarchiába süllyed (23 éves interregnum).
- 1253–1278: II. Ottokár cseh király országát a Német-római Birodalom legerősebb államává fejleszti
  - 1254-ben megszerezi Ausztriát és Stájerországot,
  - 1268-ban megszerzi Karintiát és Krajnát.
- 1261: VIII. Mihály nikaiai császár visszafoglalja Konstantinápolyt a nyugati keresztényektől, és helyreállítja a bizánci császárságot, amely azonban már nem számít nagyhatalomnak.
- 1260-as évek: A bárók háborúja (polgárháború) Angliában III. Henrik ideje alatt
- 1278: Morvamezei csata: II. Ottokár cseh király vereséget szenved, és elesik az Ausztriáért vívott harcban.
- 1282: Szicíliai vecsernye: a sziget lakossága fellázad I. Károly uralma ellen. A bekövetkező háborúban (1282–1302) összeomlik az az Anjouk földközi-tengeri uralma, Aragónia viszont megerősödik.
- 1285: IV. (Szép) Fülöp lesz a francia király (1314-ig uralkodik)
- 1291: a mamelukok elfoglalják a keresztesek utolsó szíriai birtokait
- 1294–1303: VIII. Bonifác pápa felújítja VII. Gergely világuralmi igényeit, emiatt összeütközésbe kerül IV. (Szép) Fülöp francia királlyal, aki befolyása alá vonja a pápaságot.

#### Egyéb esemény
- Nyugat-európai királyok a negyediktől a nyolcadikig terjedő keresztes hadjárata az iszlám ellen.
- A század végén ágyút kezdenek használni Európában. Első európai alkalmazói nagy valószínűséggel az arabok és a mórok, főként várfalak rombolására.

### Ázsia

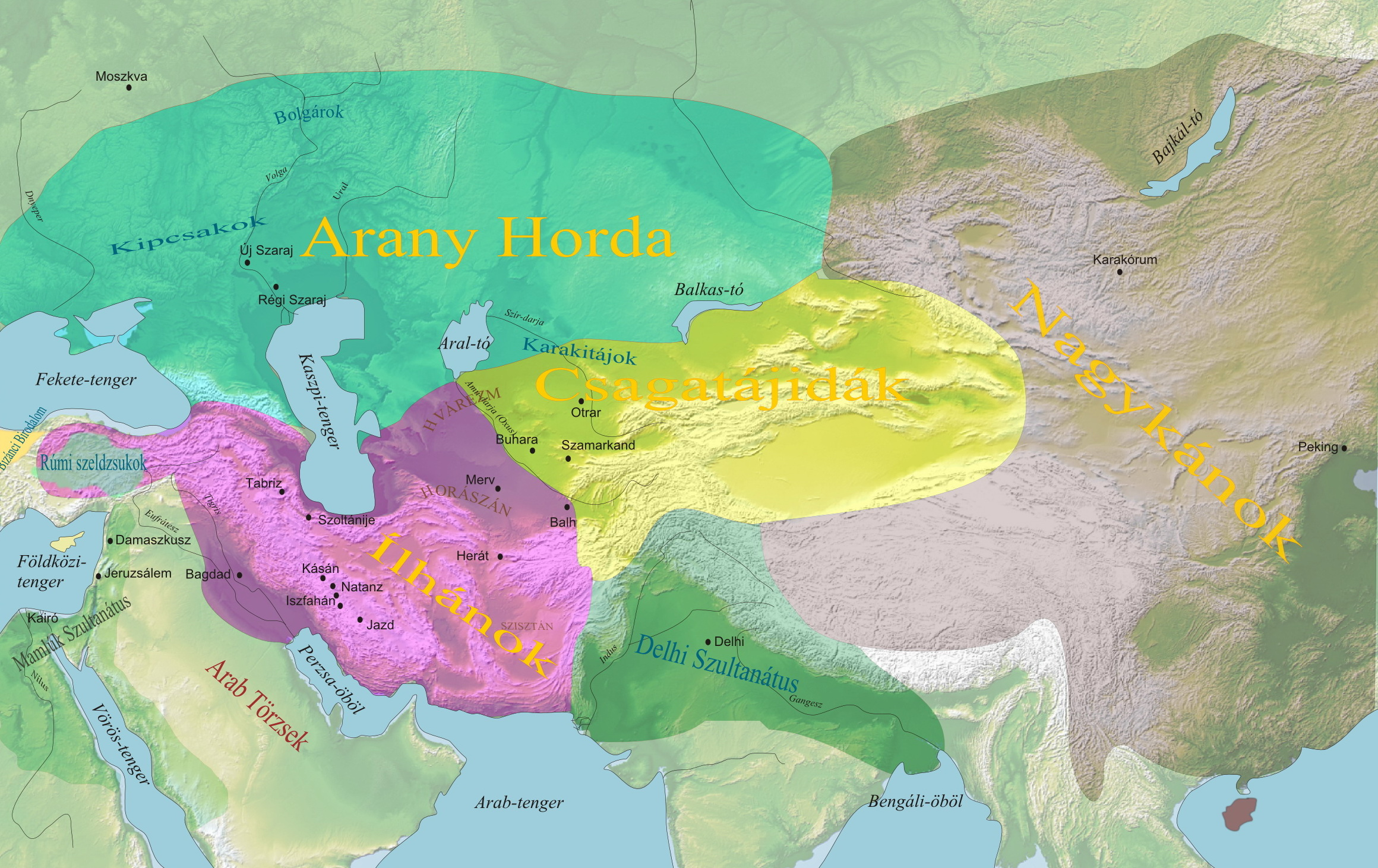
A mongol világbirodalom utódállamai és Észak-Ázsia 1300 körül

- 1206: Dzsingisz mongol nagykán megalapítja a Mongol Birodalmat.
  - Dzsingisz kán és utódainak vezetésével a mongolok uralmuk alá veszik Ázsia jelentős részét.
  - 1242: Batu kán megalapítja az Arany Hordát
  - 1243: a mongolok leigázzák a kis-ázsiai szeldzsuk-törököket
  - 1260-1294: Kubiláj nagykán, az egységes mongol világbirodalom utolsó uralkodója
- 1206: Kutb-ad-din-Ajbek (wd), India helytartója megalapítja a Delhi (muszlim) Szultanátust, mely egészen 1526-ig, a nagymogul hódításig fennáll
- 1256-tól: Az Ilhánok mongol dinasztiája Perzsiában
- Thai (Szukhóthaj) Királyság alapítása Indokínában
- Marco Polo eljut Kínába.
- Angkor virágkora

### Afrika
- Bantu törzsek bevándorlása Afrika déli területeire
- 1200-1230 körül: a Niger felső folyásánál megszületik a Mali Birodalom
- 1270: a szétesett Akszúmi Királyság Etiópia néven él tovább

### Amerika
- Manco Cápac, a dél-amerikai inkák dinasztiájának félig mondai megalapítója. (Dél-Amerika korábbi politikai története egyáltalán nem ismert.)
- 1250 körül: a korai inka-kultúra megjelenése

### Világméretű
- 1258: az előző évi hatalmas vulkánkitörés okoz káoszt, amely a legerősebb volt az elmúlt több ezer év során. Valószínűleg az indonéziai Lombok-szigeti vulkán tört ki 1257-ben. A légkörbe kerülő aeroszolok világszerte lehűlést okoztak, a globális átlaghőmérséklet 4 Celsius-fokkal csökkenhetett. Matthew Paris bencés szerzetes, az 1250-59-es éveket felölelő Historia Anglorum szerzője krónikájában arról számolt be, hogy az 1258-as év embertelen hideggel köszöntött be, de a tavasz és a nyárelő sem hozott jelentős javulást. „A vetés nem kelt ki, a jószág elpusztult, és nagyon sok szegény ember halt éhen. Mindenütt holttestek hevertek. (...)  Amikor összeszedtek több holttestet, a temetőkben nagy gödröket ástak és együtt eltemették a halottakat” - írta a szerzetes. Az éhínségnek és a járványoknak a számítások szerint csak Londonban 15 ezren eshettek áldozatul, ami különösen nagy szám, figyelembe véve, hogy a város korabeli népessége 50 ezer fő lehetett.

## Találmányok és felfedezések
- A szemüveg feltalálása (Itália, 1280 körül)
- Ibn Nafisz (wd) arab orvos először különíti el a jobb és a bal szívkamrát és írja le a két vérkör működését
- Első említés katonai rakétáról Kínában (1232)[2]
- Az első fogaskerekű órák (toronyórák)
- A kínai eredetű papír gyártása arab közvetítéssel meghonosodik Itáliában, majd 1300 után egész Európában. (Importált papírt már a 12. században használnak Itáliában.)
- Európában elterjed a kínai eredetű lábítós (pedálos) szövőszék. A pedálos meghajtást rövidesen más célokra is alkalmazzák (orgona, kovácsfújtató, eszterga).

## Kultúra

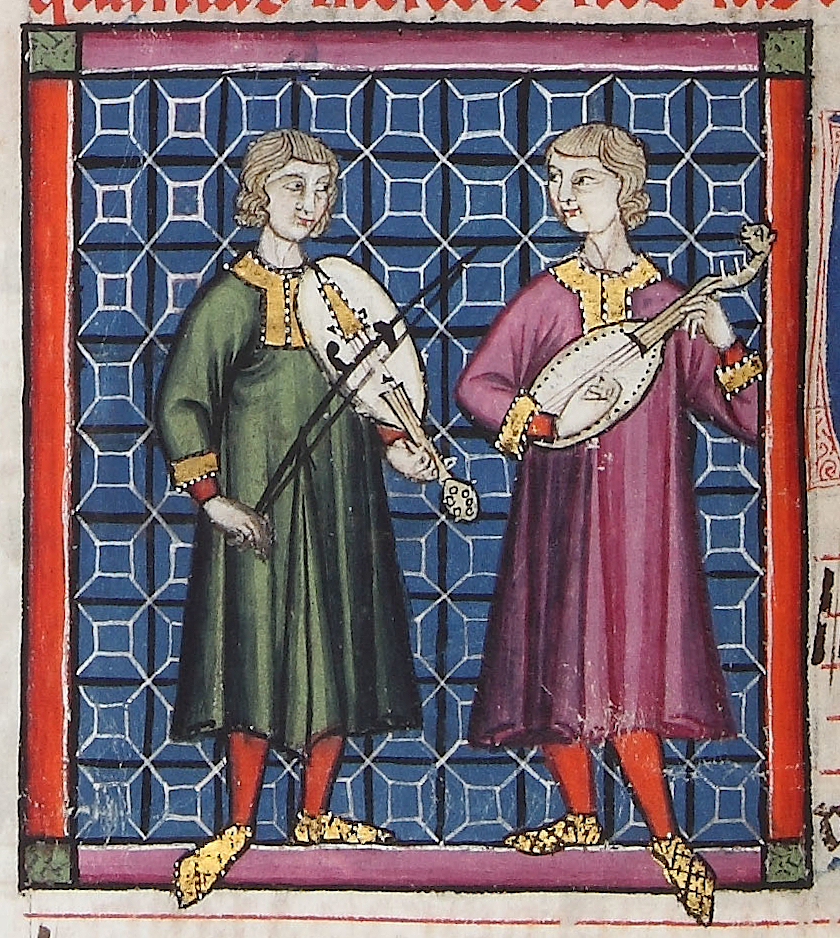
Egy zenész a fidulán (balra) és egy másik egy pengetős hangszeren, a vihuela elődjén (jobbra) játszik. A 13. sz.-i Cantigas de Santa María kézirat rajza

### Művészet
- Gótikus stílus a művészetekben
  - átmeneti, korai gótika (1180–1250)
  - érett vagy dekoratív gótika (1250–1360)
- A század első harmadában épül fel a premontrei prépostság temploma Ócsán.[3]

## Vallás
- 1209-1229ː A katharok elleni keresztes háború
- A párizsi egyetemen Brabanti Siger és követői az arab filozófia hatására az averroizmus  tanával lépnek fel, amelyet a párizsi püspök 1277-ben eretneknek nyilvánít. Az averroisták legnagyobb ellenfelei Albertus Magnus és tanítványa, Aquinói Tamás, a középkor legnagyobb hatású filozófusa, aki fő művében (Summa theologiae, 1267-73) létrehozza a keresztény teológia és az arisztotelészi filozófia korszerű szintézisét (tomizmus).

## Híresebb személyek

### Mongolok
- Mongol kánok
  - Dzsingisz kán
  - Batu kán
  - Kubiláj kán, Kína mongol császára

### Európa és Kis-Ázsia
- III. Ince pápa
- IX. (Szent) Lajos francia király és keresztes lovag
- VIII. (Palailogosz) Mihály bizánci császár
- Assisi Szent Ferenc itáliai közösségalapító (ferences rend)
- Szent Bonaventura itáliai teológus
- Aquinói Szent Tamás itáliai teológus
- Cimabue itáliai festő
- Leonardo Fibonacci itáliai matematikus
- Roger Bacon angol filozófus
- Petrus Peregrinus (wd) francia tudós, a mágnesség kutatója
- Albertus Magnus német filozófus, teológus
- Robert Grosseteste, angol államférfi és teológus

### Magyarok
- IV. Béla, magyar király, a „második államalapító” a tatárjárás után
- Szent Erzsébet (Árpád-házi), türingiai grófné
- Szent Margit (Árpád-házi), magyar hercegnő
- Kézai Simon magyar történetíró

## Évek és évtizedek
Megjegyzés: A 13. század előtti és utáni évek dőlt betűvel írva.
| 1190-es évek | 1190 | 1191 | 1192 | 1193 | 1194 | 1195 | 1196 | 1197 | 1198 | 1199 |
| 1200-as évek | 1200 | 1201 | 1202 | 1203 | 1204 | 1205 | 1206 | 1207 | 1208 | 1209 |
| 1210-es évek | 1210 | 1211 | 1212 | 1213 | 1214 | 1215 | 1216 | 1217 | 1218 | 1219 |
| 1220-as évek | 1220 | 1221 | 1222 | 1223 | 1224 | 1225 | 1226 | 1227 | 1228 | 1229 |
| 1230-as évek | 1230 | 1231 | 1232 | 1233 | 1234 | 1235 | 1236 | 1237 | 1238 | 1239 |
| 1240-es évek | 1240 | 1241 | 1242 | 1243 | 1244 | 1245 | 1246 | 1247 | 1248 | 1249 |
| 1250-es évek | 1250 | 1251 | 1252 | 1253 | 1254 | 1255 | 1256 | 1257 | 1258 | 1259 |
| 1260-as évek | 1260 | 1261 | 1262 | 1263 | 1264 | 1265 | 1266 | 1267 | 1268 | 1269 |
| 1270-es évek | 1270 | 1271 | 1272 | 1273 | 1274 | 1275 | 1276 | 1277 | 1278 | 1279 |
| 1280-as évek | 1280 | 1281 | 1282 | 1283 | 1284 | 1285 | 1286 | 1287 | 1288 | 1289 |
| 1290-es évek | 1290 | 1291 | 1292 | 1293 | 1294 | 1295 | 1296 | 1297 | 1298 | 1299 |
| 1300-as évek | 1300 | 1301 | 1302 | 1303 | 1304 | 1305 | 1306 | 1307 | 1308 | 1309 |